# Битва при Дойране (1913)
Битва при Дойране (болг. Битка при Дойран) — одно из сражений между войсками Греции и Болгарии во время Второй Балканской войны. В результате победы 23 июня (6 июля) 1913 года греческая армия заняла Дойран и продвинулась к Струмице, что вызвало отступление болгарских войск, сражавшихся против сербов на реках Вардар и Брегальница.

## Ход сражения
После победы в сражении под Килкисом, греческая армия продолжила успешное продвижение на север. В свою очередь, после захвата Калиново 10-я греческая дивизия двинулась к озеру Дойран. На поддержку ей должны были прибыть 3-я и 4-я дивизии из Килкиса. Таким образом, против дойранских позиций болгарской армии греки сосредоточили большие силы. Они надеялись через прорыв у Дойрана продвинуться к Струмице, а оттуда своим левым крылом через Дупницу дойти до Софии. Три греческие дивизии (24 батальона, 14 полевых и 3 горных батарей) были развернуты против болгарской позиции южнее Дойрана. Ещё 2 дивизии находились во второй линии. Всего у греков перед Дойраном было 42 батальона, 26 полевых и 4 горных батарей.
Им противостояли две болгарские бригады (3-я бригада 3-й дивизии и 2-я бригада 6-й дивизии), 15 пехотных батальонов и 12 полевых батарей, перед которыми была поставлена задача занять позицию южнее Дойрана и прикрыть направление Дойран — Струмица.
22 июня (5 июля) 10-я греческая дивизия атаковала на правом болгарском фланге позиции на горе Хиссар, обороняемые 3-й бригадой 3-й дивизии, и вытеснила противника. Однако наступление греков было остановлено двумя батальонами и скорострельной батареей 6-й дивизии, прибывшими ускоренным маршем из Струмицы.
На следующий день, 23 июня (6 июля), 3-я и 4-я греческие дивизии вышли из Килкиса и развернулись против левого фланга болгарских позиций в северном направлении. В это время на помощь прибыла 2-я бригада 6-й дивизии. Для облегчения положения 3-я бригада 3-й дивизии, из-за пересеченной местности без поддержки артиллерии, нанесла удар по левому флангу греков от селения Чидемли до Хисара. Это задержало наступление греков на левом фланге, и они были вынуждены сосредоточить значительные силы, чтобы сдержать внезапную контратаку. Благодаря количественному превосходству в артиллерии, имевшей скорострельные и горные батареи, в ходе разгоревшихся боёв греки одерживают верх. 3-я дивизия захватила сначала железнодорожную станцию Дойран, а затем к полудню весь город.
Правый фланг болгарских частей сдерживал атаки греков до вечера, когда получил приказ отходить на север. Отступающие войска сумели пробиться к Струмице. Греческие части после входа в Дойран продолжили преследование и в ту же ночь захватили высоты севернее города.

## Результаты
В результате победы греческая армия продвинулась к Струмице и поставила под угрозу весь южный фланг болгарских войск, сражавшихся против сербов на реках Вардар и Брегальница, что заставило верховное командование последних отдать приказ об отводе войск на сербско-болгарском фронте.